# Duohtar pod mus!
Duohtar pod mus! je glasbena komedija Iztoka Mlakarja. Napisal jo je po motivih Molierovih enodejank Zdravnik po sili, Ljubezen - zdravnik in Pepčkova ljubosumnost. Prvo postavitev sta v koprodukciji izvedla Slovensko narodno gledališče Nova Gorica (katerega član je Iztok Mlakar) in Gledališče Koper. V Kopru je premiera potekal 23. maja 2007, v Novi Gorici pa 4. oktobra 2007. Praizvedbo je režiral Vito Taufer. Gre za prvo Mlakarjevo samostojno dramsko delo. 
Predstava je doživela preko 200 ponovitev. Gostovala je na več festivalih in bila tudi nagrajena. Še vedno ostaja najvišje ocenjena predstava v zgodovini festivala Dnevi komedije v Celju. Ocenjena je bila z 4,9496 od pet.

## Vloge
| Vloga    | Igralec v praizvedbi        |
| -------- | --------------------------- |
| Sganarel | Iztok Mlakar                |
| Martina  | Urška Bradaškja             |
| Valer    | Gregor Zorc                 |
| Geront   | Boris Cavazza/Renato Jenček |
| Lucinda  | Lara Komar/Ylenia Zobec     |
| Angelina | Teja Glažar                 |
| Leander  | Gorazd Žilavec              |

V predstavi nastopa tudi instrumentalni trio, sestavljen iz klavirja, kontrabasa in bobna. V praizvedbi so igrali Anže Vrabec oz. David Trebižan, David Šuligoj in Roman Kobal.

## Nagrade
- Žlahtna predstava po izboru občinstva na festivalu Dnevi komedije 2008
- Nagrada Žlahtni komedijant na festivalu Dnevi komedije 2008
- Nagrada občinstva za najboljšo predstavo 38. tedna slovenske drame, Kranj 2008

## Festivali
- Dnevi komedije, Celje, 2008
- Teden slovenske drame, Kranj, 2008
- Festival Lent, Maribor, 2008
- Festival Carniola, Kranj, 2008